# Metacleidochasma dimorphum
Metacleidochasma dimorphum är en mossdjursart som beskrevs av Soule, Soule och Chaney 1991. Metacleidochasma dimorphum ingår i släktet Metacleidochasma och familjen Phidoloporidae. Inga underarter finns listade i Catalogue of Life.